# Sayaxché
Sayaxché (de; q'ek'chi, significa «horqueta de ceiba») es un municipio en el departamento de Petén en la República de Guatemala. 
El municipio fue creado el 4 de diciembre de 1929, cuando el gobierno del general Lázaro Chacón decretó que dejara de ser una aldea del municipio de La Libertad y luego el 30 de diciembre del mismo año lo ascendió a la categoría de municipio. Su población —de acuerdo al censo de 2018— es de aproximadamente 99 787 habitantes en 2022.
Sayaxché alberga una gran variedad de vida silvestre y de vestigios arqueológicos.  Entre sus atractivos turísticos está la laguna Petexbatún, San Juan Acul y el parque nacional El Rosario; por su parte, entre los vestigios arqueológicos están: Ceibal, Aguateca, Dos Pilas y Cancuén.

## Toponimia
El topónimo «Sayaxché» proviene de los términos en q'eqchi' «Sayax» (español: «horqueta») y «ché» (español: «ceiba»), por lo que significa «horqueta de ceiba».

## División política
El municipio cuenta con ocho aldeas, ciento cuarenta caseríos, cuatro fincas, cuatro asentamientos y cinco cooperativas.
Entre las aldeas están: Rancho Alegre, El Pato, Tierra Blanca, Nueva Libertad, La Felicidad, El Paraíso, y Roto Viejo.
Por su parte, algunos de los caseríos son: Las Pozas, La Reinita, El Nacimiento, Santa Isabel, Setúl, La Democracia, El Edén, Entre Ríos, Nuevas Esperanza, Las Pacayas, Santa Rita, La Lucha, El Ramonal, Los Encuentros, Monja Blanca, El Botan, Agua Chiquita, Cooperativa Mario Méndez, San Luisito, San Miguel El Alto, y Manantial.

## Geografía física

### Clima
La cabecera municipal de Sayaxché tiene clima tropical (Clasificación de Köppen: Am).
| Parámetros climáticos promedio de Sayaxché | Parámetros climáticos promedio de Sayaxché | Parámetros climáticos promedio de Sayaxché | Parámetros climáticos promedio de Sayaxché | Parámetros climáticos promedio de Sayaxché | Parámetros climáticos promedio de Sayaxché | Parámetros climáticos promedio de Sayaxché | Parámetros climáticos promedio de Sayaxché | Parámetros climáticos promedio de Sayaxché | Parámetros climáticos promedio de Sayaxché | Parámetros climáticos promedio de Sayaxché | Parámetros climáticos promedio de Sayaxché | Parámetros climáticos promedio de Sayaxché | Parámetros climáticos promedio de Sayaxché |
| Mes                                        | Ene.                                       | Feb.                                       | Mar.                                       | Abr.                                       | May.                                       | Jun.                                       | Jul.                                       | Ago.                                       | Sep.                                       | Oct.                                       | Nov.                                       | Dic.                                       | Anual                                      |
| ------------------------------------------ | ------------------------------------------ | ------------------------------------------ | ------------------------------------------ | ------------------------------------------ | ------------------------------------------ | ------------------------------------------ | ------------------------------------------ | ------------------------------------------ | ------------------------------------------ | ------------------------------------------ | ------------------------------------------ | ------------------------------------------ | ------------------------------------------ |
| Temp. máx. media (°C)                      | 26.7                                       | 28.0                                       | 29.7                                       | 31.5                                       | 32.4                                       | 31.7                                       | 30.1                                       | 30.5                                       | 30.2                                       | 29.1                                       | 27.9                                       | 26.7                                       | 29.5                                       |
| Temp. media (°C)                           | 22.4                                       | 23.1                                       | 24.9                                       | 26.6                                       | 27.7                                       | 27.2                                       | 26.0                                       | 26.2                                       | 26.0                                       | 25.1                                       | 23.8                                       | 22.3                                       | 25.1                                       |
| Temp. mín. media (°C)                      | 18.2                                       | 18.2                                       | 20.2                                       | 21.7                                       | 23.0                                       | 22.8                                       | 22.0                                       | 22.0                                       | 21.9                                       | 21.1                                       | 19.7                                       | 17.9                                       | 20.7                                       |
| Precipitación total (mm)                   | 86                                         | 62                                         | 42                                         | 45                                         | 160                                        | 236                                        | 216                                        | 215                                        | 268                                        | 251                                        | 144                                        | 115                                        | 1840                                       |
| Fuente: Climate-Data.org                   |                                            |                                            |                                            |                                            |                                            |                                            |                                            |                                            |                                            |                                            |                                            |                                            |                                            |

### Ubicación geográfica
El municipio tiene una superficie de 3904 kilómetros cuadrados y ocupa el 10.89% del departamento de Petén.
Sus colindancias son:
- Norte: La Libertad, Las Cruces municipios del departamento de El Petén.
- Sur: Chisec municipio del departamento de Alta Verapaz
- Este: San Francisco, Dolores, Poptún y San Luis, municipios del departamento de Petén
- Oeste: Ocosingo y Benemérito de las Américas municipios del estado de Chiapas, México[5]

|                                            | Norte: La Libertad las cruces petén |                                             |
| Oeste: Ocosingo Benemérito de las Américas |                                     | Este: San Francisco Dolores Poptún San Luis |
|                                            | Sur: Chisec                         |                                             |

## Gobierno municipal
Los municipios se encuentran regulados en diversas leyes de la República, que establecen su forma de organización, lo relativo a la conformación de sus órganos administrativos y los tributos destinados para los mismos.  Aunque se trata de entidades autónomas, se encuentran sujetas a la legislación nacional. Las principales leyes que rigen a los municipios en Guatemala desde 1985 son:
| N.º | Ley                                                | Descripción |
| --- | -------------------------------------------------- | --- |
| 1   | Constitución Política de la República de Guatemala | Tiene una regulación legal específica para los municipios en los artículos 253 al 262. |
| 2   | Ley Electoral y de Partidos Políticos              | Ley de carácter constitucional aplicable a los municipios en el tema de la conformación de sus autoridades electas. |
| 3   | Código Municipal                                   | Decreto 12-2002 del Congreso de la República de Guatemala. Tiene la categoría de ley ordinaria y contiene preceptos generales aplicables a todos los municipios, e inclusive contiene legislación referente a la creación de los municipios.             |
| 4   | Ley de Servicio Municipal                          | Decreto 1-87 del Congreso de la República de Guatemala. Regula las relaciones entra la municipalidad y los servidores públicos en materia laboral. Tiene su base constitucional en el artículo 262 de la constitución que ordena la emisión de la misma. |
| 5   | Ley General de Descentralización                   | Decreto 14-2002 del Congreso de la República de Guatemala. Regula el deber constitucional del Estado, y por ende del municipio, de promover y aplicar la descentralización y desconcentración económica y administrativa.                                |

El gobierno de los municipios de Guatemala está a cargo de un Concejo Municipal mientras que el código municipal —que tiene carácter de ley ordinaria y contiene disposiciones que se aplican a todos los municipios de Guatemala— establece que «el concejo municipal es el órgano colegiado superior de deliberación y de decisión de los asuntos municipales […] y tiene su sede en la circunscripción de la cabecera municipal». Por último, el artículo 33 del mencionado código establece que «[le] corresponde con exclusividad al concejo municipal el ejercicio del gobierno del municipio».
El concejo municipal se integra con el alcalde, los síndicos y concejales, electos directamente por sufragio universal y secreto para un período de cuatro años, pudiendo ser reelectos.
Existen también las Alcaldías Auxiliares, los Comités Comunitarios de Desarrollo (COCODE), el Comité Municipal del Desarrollo (COMUDE), las asociaciones culturales y las comisiones de trabajo. Los alcaldes auxiliares son elegidos por las comunidades de acuerdo a sus principios, valores, procedimientos y tradiciones, estos se reúnen con el alcalde municipal el primer domingo de cada mes. Los Comités Comunitarios de Desarrollo y el Consejo Municipal de Desarrollo tiene como función organizar y facilitar la participación de las comunidades priorizando necesidades y problemas.

## Historia

### Época precolombina
El territorio que ocupa este municipio, ha sido ocupado por distintas comunidades desde hace aproximadamente tres mil quinientos años.  Los grupos choles habitaron en el lugar y es a ellos a quienes se atribuye la construcción de ciudades con monumentos esculpidos en piedra durante el periodo clásico de la cultura Maya.
Antes de la conquista, el Petén contaba con una población considerable, conformada de diferentes pueblos mayas, en particular alrededor de los lagos centrales y a lo largo de los ríos. Petén estaba dividido en diferentes señoríos mayas envueltos en una compleja red de alianzas y enemistades. Los grupos más importantes alrededor de los lagos centrales eran los itzaes, yalain y couohes. Otros grupos cuyos territorios se encontraban en el Petén eran los quejaches, acalas, choles del Lacandón, xocmós, chinamitas, icaichés y choles del Manché.

### Tras la llegada de los españoles
Hernán Cortés fue el primer europeo en penetrar en el Petén, junto con una expedición apreciable que cruzó el territorio de norte a sur en 1525. En la primera mitad del siglo xvi, España estableció colonias vecinas al Petén: en Yucatán, al norte, y en Guatemala, al sur. Desde 1596 en adelante, los misioneros españoles de la Orden de Predicadores sentaron las bases para la ampliación de la administración colonial en el extremo sur del Petén como parte de las Capitulaciones de Tezulutlán, pero no hubo otras penetraciones españolas en el centro del Petén hasta 1618 y 1619, cuando los misioneros llegaron a la capital itzá, tras viajar desde la ciudad española de Mérida en Yucatán.
En 1622, una expedición militar encabezada por el capitán Francisco de Mirones y acompañada por el fraile franciscano Diego Delgado salió de Yucatán; esta expedición se convirtió en un desastre para los españoles, que fueron masacrados por los itzaes. En 1628, los choles del Manché en el sur fueron puestos bajo la administración del gobernador colonial de Verapaz, como parte de la Capitanía General de Guatemala. Cinco años más tarde, en 1633, los choles del Manché se rebelaron infructuosamente contra el dominio español. En 1695, partió otra expedición militar, esta vez desde Guatemala, rumbo al lago Petén Itzá; a esta la siguieron misioneros provenientes de Mérida en 1696, y, en 1697, la expedición de Martín de Urzúa, que salió de Yucatán y que resultó en la derrota final de los reinos independientes del centro de Petén y su incorporación en el Imperio español.
Los grupos q'eqchi'es son los más tardíos en esta zona, quienes llegaron a mediados del siglo XIX. A mediados del siglo XIX en Sayaxché se empezó a generar una actividad económica a base de la exportación de madera, utilizando el río Usumacinta como medio de transporte hacia la ciudad de Tenosique, México. Esta actividad económica propició que se diera un aumento en los índices de producción, aunque en términos generales no provocó el progreso de la región.

### Creación del municipio
Sayaxché se inició como un campamento maderero, que después se convirtió en una aldea del municipio de La Libertad, pero debido a la topografía y a la falta de vías de comunicación permaneció por mucho tiempo aislado del resto del departamento guatemalteco, obligándolo a iniciar relacionales comerciales con México utilizando las vías fluviales de los ríos Usumacinta y La Pasión. Durante mucho tiempo, fue administrado por La Libertad, de donde se nombraron autoridades auxiliares ad honorem, quienes se encargaban de realizar asuntos administrativos y judiciales, pero a quienes les era muy difícil administrar la localidad debido a las grandes distancias que había que recorrer hasta la Libertad y lo inhóspito del terreno.
Debido a un accidente que sufriera un funcionario del gobierno en el puente «El Bejucal», se llamó la atención al alcalde auxiliar de turno, quién alertó al pueblo y se iniciaron las gestiones por los vecinos, para alcanzar la independencia del municipio; por esta razón, los pobladores hicieron la solicitud al gobierno central, lo que les fue otorgado por el gobierno del general Lázaro Chacón el 30 de diciembre de 1929.
Hasta 1945 aún se vendían los recursos forestales a México a través del río Pasión y Usumacinta. El origen de la gente que pobló el lugar fue variado, ya que arribaron de España, Turquía, Belice, Cuba, y Colombia entre otros.

### Desastre ecológico de 2015
El 6 de junio de 2015, residentes de las orillas del Río La Pasión reportaron haber encontrado una gran cantidad de peces muertos flotando a lo largo de la corriente del río. Una alerta roja fue declarada el 11 de junio, en el municipio de Sayaxché, porque la causa del desastre ecológico, confirmada por el Ministerio Público, fue el vertido del agroquímico Malation a los afluentes del río La Pasión.
Considerado un ecocidio, las tensiones repuntaron entre los comunitarios contra la empresa señalada como responsable, la Reforestadora de Palmas de Petén (REPSA), que forma parte de la empresa Olmeca -nombre de la marca del aceite que producen- y que integra el grupo palmero HAME. La tensión se elevó al punto que se temen enfrentamientos debido al daño provocado en una de las principales fuentes de sobrevivencia y alimento de la región. La mortandad de peces reportada a lo largo de cien kilómetros, crispó aún más la situación, ya de por sí caldeada desde hace algunos años cuando ese monocultivo se instaló en el municipio e inició un proceso acelerado de acumulación de tierras.
La contaminación fue reportada el 6 de junio, y de ahí en adelante la situación se agravó a lo largo de los ríos Santa Isabel que se conecta al río Santa Amelia y luego éste se conecta con el Río San Juan para formar el río La Pasión, todos los cuales corren paralelamente a la carretera que del Cruce del Pato, en la Franja Transversal del Norte, conduce a la aldea Las Pozas y Sayaxché. La contaminación ha llegado hasta la cabecera municipal de Sayaxché en un recorrido de más de cien kilómetros, de acuerdo con los reportes de diversos medios de prensa y radio.
De acuerdo con los resultados del Laboratorio de Toxicología de la Universidad de San Carlos de Guatemala, el agua está contaminada con el plaguicida Malation, «un químico que no se disuelve con el agua por lo que mata todo lo está en su camino».
El 10 de junio, el Ministerio Público (MP) realizó un allanamiento en REPSA, la empresa que todo apunta sería la responsable; la empresa tiene una laguna de oxidación en la que vierten los residuos de los químicos que utiliza y la misma se habría rebalsado con las lluvias, provocando el desastre.
REPSA ha negado el paso a la prensa para documentar las acciones de las instituciones gubernamentales que realizan peritajes y también ha negado ser la responsable de la contaminación. Según el gerente de planificación de REPSA, Jorge Estrada, el uso del Malation está prohibido en el país, y se desconoce cómo es que se ha comercializado.  Dicha declaración ha sido respaldada por el Ministerio de Ambiente de Guatemala. 
Hasta el momento, no se ha podido dictaminar el verdadero causante de la tragedia. 
REPSA ha negado el paso a la prensa para documentar las acciones de las instituciones gubernamentales que realizan peritajes y también ha negado ser la responsable de la contaminación. Según el gerente de planificación de REPSA, Jorge Estrada, el uso del Malation está prohibido en el país, y se desconoce cómo es que se ha comercializado.  Dicha declaración ha sido respaldada por el Ministerio de Ambiente de Guatemala.
Hasta el momento, no se ha podido dictaminar el verdadero causante de la tragedia. 

## Economía

### Cultivo de palma africana
1. Nacimiento: Sierra de Santa Cruz
2. El Ceibal
3. Sayaxché
4. Desembocadura: Río Usumacinta

Satisfacer la demanda de aceites y grasas comestibles del mercado interno y parte del mercado externo ayuda a explicar por qué el aceite de palma ganó terreno desplazando otros aceites, lo que ha conducido al surgimiento de nuevas empresas asociadas a grandes capitales, en una nueva fase inversionista que se observa particularmente en los territorios que conforman la Franja Transversal del Norte. Convertirse en uno de los principales países agroexportadores de aceite de palma es el objetivo que ha motivado que las empresas palmeras se hayan enfrascado en una etapa de creciente producción, pese a la tendencia decreciente del precio internacional de ese aceite. El área de mayor dinamismo se observa en los municipios de Chisec y Cobán, Alta Verapaz; Ixcán, Quiché, y Sayaxché, Petén, donde opera Palmas del Ixcán, S.A. (PALIX), con plantaciones propias y productores independientes. Algo parecido ocurre en los municipios de Fray Bartolomé de Las Casas y Chahal, Alta Verapaz; y Livingston, Izabal; y San Luis, Petén, donde la empresa Naturaceites se ha posicionado.
La lógica para introducir la palma africana proviene de la sustitución gradual de las plantaciones de algodón en la zona. ltivo del algodón. A partir de la década de 1990 uno de los principales productores de algodón de Guatemala, la familia Molina Espinoza, comenzó a reconvertir zonas algodoneras y ganaderas de su propiedad, en plantaciones de palma africana. Con la destrucción de plantaciones bananeras en Izaba  debido a huracanes, otros grupos empresariales como Agroamérica, de la familia Bolaños Valle, y Naturaceites -antes INDESA-, de la familia Maegli-Müeller, sustituyeron parte del cultivo de banano por el de palma africana. Los inversionistas en palma africana ampliaron sus plantaciones desde la costa sur hacia el norte del país, adquiriendo tierras en la Franja Transversal del Norte y Petén; para 2014 se estimó que el área sembrada de palma africana tenía una extensión de ciento treinta mil hectáreas.  El proyecto se fundó exclusivamente para la producción de agrodiésel de palma, el cual se vendería como materia prima bajo contrato a Green Earth Fuels (GEF) para su procesamiento y posterior transformación en plantas en los Estados Unidos.

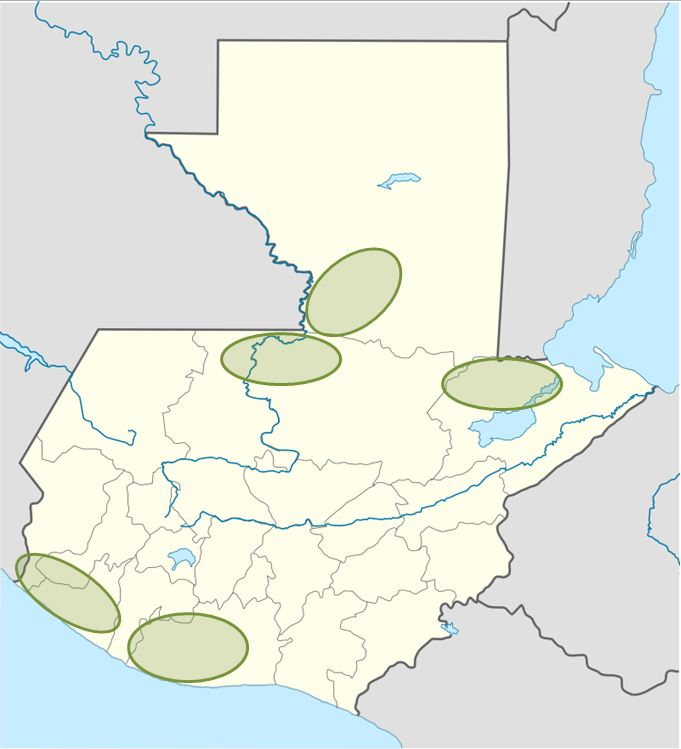
Áreas de cultivo de palma africana en Guatemala en 2014.

- Palmas del Ixcán: La empresa Green Earth Fuels se caracteriza por ser una productora de agrocombustibles de materias primas agrícolas diferentes; originalemtne, en la empresa PALIX los únicos socios eran GEF (99.999%) y el empresario guatemalteco José Miguel Enrique Arriola Fuxet (0.001%) con un capital inicial de US$29.4 millones. Pero en 2010 Arriola Fuxet se retiró como socio quedando la empresa completamente en manos de estadounidenses. El proyecto se perfilaba como una mega inversión en agrodiésel de palma, que aprovecharía las ventajas que le representaba el asfaltado de la carretera de la FTN, que estaba en marcha desde el gobierno de Óscar Berger Perdomo y que la conectaría con el puerto de Santo Tomás de Castilla.[21]  Pero la caída de los precios del aceite de palma y la prohibición en Estados Unidos del uso de aceite de palma para la producción de agrodiésel -debido a la presión de los productores de maíz de ese país- condujeron a que GEF se retirara del proyecto.[22]

Tras el retiro de GEF PALIX pasó a ser parte del grupo Tecún de la familia Maegli-Müeller, quienes también poseen la empresa Naturaceites que tiene plantaciones de palma africana en Fray Bartolomé de las Casas y Chahal en Alta verapaz, en El Estor, Izabal y en San Luis, Petén.
- Reforestadora de Palma de Petén, S.A. —REPSA—: desde finales de la década de 1990, el monocultivo de la palma africana comenzó a ganar fuerza y territorio en el municipio de Sayaxché. Fue la empresa Olmeca que a través de REPSA amplió sus plantaciones desde su zona tradicional en la costa sur de Suchitepéquez, Quetzaltenango y San Marcos.  Olmeca es la empresa más importante del grupo HAME, siglas de su fundador Hugo Alberto Molina Espinoza, considerado, junto a su hermano ya fallecido, Milton Enrique Molina Espinoza, los mayores terratenientes de Guatemala. Algodoneros durante gran parte de la segunda mitad del siglo xx, ampliaron sus agronegocios a las plantaciones bananeras y palma africana convirtiéndose en los principales productores independientes de ambos monocultivos en Guatemala. Esa posición la lograron acumulando enormes extensiones de tierra —sólo en palma africana se estima que poseen más de 35 mil hectáreas—.[15]

En Sayaxché, sus plantaciones están concentradas al sur oriente del municipio, colindante con la Franja Transversal del Norte. REPSA es parte de un conglomerado de cinco empresas palmeras que conforman el grupo Palma de Sayaxché, un grupo recién creado que aglutina a las empresas palmeras que operan en el municipio, y que impulsa el monocultivo por medio de campañas mediáticas y de relaciones públicas. En ese esfuerzo se han sumado la alcaldía municipal, el Ejército, la Cámara del Agro y el resto de empresas palmeras: Tikindustrias, Palmas del Ixcán, NAISA y Unipalma. En esa campaña por ganarse a la población, decidieron patrocinar al equipo de fútbol de Sayaxché, al cual le nombraron «La Furia del Pasión», paradójicamente nombre tomado del río gravemente contaminado y que ha desatado la furia de sus pobladores.
A pesar de que el alcalde Rodrigo Pop ha respaldado la actividad de las empresas palmeras, se pronunció condenando la situación: «Llora sangre, pues afecta a pescadores artesanales radicados en la zona urbana y a pobladores de la ribera. Exigimos al Ministerio de Gobernación y al MP que investiguen». Sus declaraciones son importantes, al igual que las del gobernador de Petén, Antonio Morales Osaeta, debido a que esas empresas de palma africana son parte del poder económico y político de Guatemala, y tienen gran influencia en la institucionalidad y poder local.
El juzgado de Delitos Ambientales de Guatemala ordenó el cierre temporal de la empresa el 17 de septiembre de 2015 por la contaminación del río La Pasión, considerado por la Organización de las Naciones Unidas como un desastre ecológico; la suspensión por seis meses fue requerida para que los fiscales relaicen una investigación exhaustiva.  Como aparente represalia, se supo que supuestos empleados de la empresa retuvieron a varios campesinos del área en las instalaciones, situados a aproximadamente 45 km de la cabecera municipal.  Ese mismo día se reportó el asesinato del concejal quinto que había sido elegido para el período 2016-2020, Rigoberto Lima y quien fue uno de los primeros que denunció públicamente la contaminación del río.  Vecinos detallaron que dos personas en motocicleta fueron las responsables de disparar contra Lima, quien se encontraba cerca del Juzgado de Paz de la localidad, donde supuestos trabajadores de REPSA realizaban la protesta.
- Otras empresas: el resto de empresas tienen un mínimo de cinco mil hectáreas de tierra cada una, un mínimo requerido para ser rentables.  En la zona afectada por la contaminación, se encuentran las plantaciones de NAISA y Unipalma. Líderes comunitarios indican que los afectados son unas cinco mil 600 familias —unas 30 mil personas— de 16 comunidades que se ubican en las riberas que dependen de la pesca artesanal o consumen agua de ese río. Algunas de las poblaciones afectadas son El Pato, Flor de la Selva, Santa Amelia, El Chorro, Champerico, El Colorado y La Torre. La empresa NAISA opera en el área de Flor de la Selva, cerca de la aldea Las Pozas, y cerca de esa zona, por el río San Juan se encuentran las plantaciones de Unipalma.[15]

## Educación
La primera escuela primaria de la localidad comenzó a funcionar en una casa abandonada, propiedad de una empresa maderera, que se encontraba en el centro de la población en 1922; la escuela funcionó allí hasta 1925, y su primer profesor fue Ricardo Aguilar, de origen mexicano. Posteriormente, el vecindario se organizó y construyó un local donde funcionaba la dirección y dos aulas, para el primer y segundo grados.
La educación del municipio ha mejorado considerablemente: Sayaxché cuenta con diferentes establecimientos educativos en todos los niveles del Sistema Educativo de Guatemala. El área central alberga a las extensiones universitarias que funcionan en el departamento de El Petén, incluyendo a la de la Universidad de San Carlos de Guatemala en su facultad de Humanidades, la Universidad Panamericana de Guatemala, y la Universidad Mariano Gálvez.
Según estudios y encuestas recientes realizadas por CONALFA el municipio de Sayaxché tiene una población analfabeta de 11.257 personas.

## Costumbres y tradiciones

### Fiesta patronal
La fiesta del municipio se realiza cada año desde el 7 hasta el 13 de junio. Entre las actividades que se realizan durante la celebración están:
| Tipo de actividad | Listado |
| ----------------- | --- |
| Religiosas        | - Alborada en honor al santo patrono en el atrio del templo católico - Celebración de misas solemnes. - Procesión en honor a San Antonio de Padua - Serenata y rezo del Rosario - Visita de aldeas lejanas - Celebración de la palabra de Dios |
| Sociales          | - Noche cultural - Elección de reinas de belleza y señorita Rabin Tenamit (hija del pueblo) - Tardes infantiles - Desfile alegórico - Presentación del tradicional baile de La Chatona - Encuentros deportivos - Rodeo profesional - Bailes sociales y populares - Desfile hípico - Carrera de caballos - Pelea de gallos - Conciertos - Juegos mecánicos - Ventas de platillos típicos |

## Deportes
En diferentes épocas, el municipio ha competido y logrado honores en el deporte departamental. La población es aficionada principalmente al fútbol, al baloncesto y al voleibol.

## Turismo
El municipio de Sayaxché es un centro de las actividades turísticas en el departamento de El Petén.  Los atractivos turísticos más cercanos a la región son:
| Sitio                      | Descripción |
| -------------------------- | --- |
| Petexbatún                 | Esta es una laguna de considerable extensión, con agua cristalina, exuberante vegetación y selva virgen. Es un lugar apropiado para la pesca, deporte acuático, caza deportiva y para el estudio de toda fauna silvestre.                                                                                    |
| San Juan Acul              | A solamente 14 km de Sayaxché por vía terrestre y a 16 km por vía acuática, San Juan Acul es una laguna prácticamente salvaje, cuyos coloridos peces y enormes rocas a la orilla la convierten en un concurrido sito turístico.                                                                              |
| Arroyo El Pucte            | Se encuentra a 36 km navegando sobre el río La Pasión, y se caracteriza por lo cristalino de sus aguas que permiten ver el fondo que está entre seis y ocho metros. |
| Río Salinas                | Es la línea divisoria entre México y Guatemala y posee extensas playas de fina y brillante arena. |
| parque nacional El Rosario | Este parque nacional está ubicado a 4 km de la cabecera municipal de Sayaxché y posee bosques primarios, plantaciones y una laguna en el centro. Es administrado por el Instituto Nacional de Bosques, tiene una extensión de 10,79 km² y pertenece al complejo II de las Áreas Protegidas del Sur de Petén. |

### Sitios arqueológicos
Existen treinta y dos sitios arqueológicos conocidos, los cuales están diseminados por el municipio.  Entre los más conocidos por su accesibilidad están: El Ceibal, Dos Pilas y El Duende, Aguateca, El Tamarindito, Altar de los Sacrificios, Cancuén.
| Sitio                    | Descripción |
| ------------------------ | --- |
| El Ceibal                | Con aproximadamente 22 kilómetros de distancia de la cabecera municipal, poseedor de plazas, montículos y en especial hermosas estelas esculpidas de piedra, las cuales fueron restauradas entre 1963 y 1968 por académicos de la Universidad de Harvard.                                                                            |
| Dos Pilas                | Se encuentra a aproximadamente 28 km en línea recta de Sayaxché hacia el sur oeste. El sitio tiene como atractivo principal dos cristalinos vertientes de agua y estelas mayas esculpidas y conservadas en forma extraodinaria. Por vía terrestre, se encuentra a 62 kilómetros de camino de la cabecera municipal.                  |
| Aguateca                 | Este sitio cuenta con estelas mayas, una falla geológica bien definida y hondonadas de piedra. Se encuentra en la misma zona que Dos Pilas. |
| El Duende                | Localizado a dos kilómetros de Dos Pilas, este sitio posee estelas mayas muy bien conservados que tienen representaciones de personas de pequeña estatura -de donde se origina su nombre-. |
| Altar de los Sacrificios | En este lugar los mayas efectuaban sacrificios humanos, suspendidos sobre monolitos o pequeños montículos de piedra. El sitio arqueológico se localiza en la confluencia de los ríos La Pasión y Salinas. |
| Cancuén                  | Este sitio arqueológico ha venido obteniendo notoriedad debido al descubrimiento reciente de estructuras arquitectónicas y monumentales. El sitio se encuentra a orillas del río de La Pasión, cerca de la frontera con el municipio de Chisec, en Alta Verapaz; de hecho para llegar a ese sitio es necesario adentrarse en Chisec. |